# Carlos Orrantia
Carlos Emilio Orrantia Treviño (Città del Messico, 1º febbraio 1991) è un calciatore messicano, centrocampista dell'Atlas.

## Biografia
Fuori dal campo è molto amico dei giocatori Néstor Araujo, con cui ha disputato il Mondiale Under-20 e Diego Reyes.
È soprannominato "el Charal", dal nome di un pesce presente nelle acque messicane

## Caratteristiche tecniche
Viene solitamente impiegato come centrocampista esterno nei Pumas. Può occupare anche il ruolo di centrocampista centrale.

## Carriera

### Club

#### L'esordio nei Pumas
Prodotto delle giovanili dei Pumas, ha l'occasione di debuttare in prima squadra nel primo incontro dei messicani nel girone della Concachampions 2009-2010, il 18 agosto 2009, contro i guatemaltechi del Comunicaciones, dove gioca dal primo minuto. Successivamente subentra nelle partite contro Real España (ad Ismael Íñiguez), W Connection (a Fernando Espinosa), e Comunicaciones (a Diego de Buen), senza tuttavia scendere in campo nelle fasi ad eliminazione diretta, dove i Pumas sono eliminati dal Cruz Azul in semifinale.
Il 25 aprile 2010 arriva l'esordio in campionato con la prima squadra, alla 17ª giornata del torneo di Clausura contro gli Indios, quando entra al 64º minuto al posto di Álex Diego, nella sconfitta per 2-0 della squadra felina, che tuttavia non compromette l'accesso alla Liguilla, in cui i Pumas sono eliminati dal Santos Laguna.
Nel torneo successivo, Apertura 2010, diviene stabilmente un membro della prima squadra, e scende in campo da sostituto nel secondo tempo in 7 occasioni, tra cui il quarto di finale di ritorno della Liguilla contro il Cruz Azul, dove i Pumas ribaltano l'1-2 interno dell'andata andando a vincere in trasferta per 0-2 con goal di Martín Bravo e Juan Carlos Cacho, e in cui Orrantia sostituisce al 61º Juan Francisco Palencia. La squadra viene però fermata in semifinale dal Monterrey.
Nel Clausura 2011, torneo vinto dai Pumas, viene impiegato più spesso (anche se sempre da sostituto), totalizzando a fine campionato 14 presenze. Trova il suo primo goal in campionato il 6 febbraio, siglando la rete che dà la vittoria alla sua squadra nella partita contro il Puebla all'89º minuto, dopo aver rilevato pochi minuti prima il compagno Javier Cortés. Nella partita successiva, contro i Chivas, fornisce l'assist che permette a Cortés di realizzare il goal dell'1-1 definitivo, e nei seguenti 30 minuti giocati contro l'Estudiantes mette a segno un goal di testa e un assist per Dante López. Scende in campo nella finale di ritorno contro il Morelia che assegna il titolo alla squadra universitaria, subentrando all'intervallo a Martín Bravo.
Nel campionato di Apertura 2011 non è disponibile per le prime sei giornate in quanto impegnato nel Mondiale Under-20, ma al suo ritorno ottiene il posto da titolare, esordendo dal primo minuto (alla 23ª presenza in prima squadra) contro il Cruz Azul (sconfitta per 1-2) e fornendo l'assist per il momentaneo pareggio di Martín Bravo. Segna un goal anche nella vittoria per 4-1 contro il Toluca di testa, totalizzando 8 presenze a fine torneo, coi Pumas che non trovano la qualificazione alla fase finale. Nel Clausura continua la striscia negativa della squadra, che conta appena tre vittorie. Orrantia riesce a segnare un unico goal, su assist di Javier Cortés, alla terzultima giornata contro l'Atlante, dando la vittoria alla sua squadra.

### Nazionale
Nel 2011 viene convocato con la selezione Under-20 per le qualificazioni al Mondiale di categoria in Colombia. Gioca la partita contro Cuba, in cui fornisce l'assist ad Ulises Dávila per lo 0-3 definitivo, poi risulta decisivo nel match contro Panamá, effettuando gli assist per David Izazola ed Edson Rivera, che fissano il punteggio sul 4-1, permettendo ai messicani di disputare lo spareggio contro la Costa Rica, in cui la selezione del tecnico Juan Carlos Chávez vince per 1-3, grazie anche ad un goal di Orrantia al 39º minuto.
Nel Mondiale in Colombia gioca tutte le partite da titolare, salvo la prima contro l'Argentina in cui entra all'intervallo per Saúl Villalobos. La selezione messicana supera il suo girone e batte negli ottavi il Camerun. Dopo l'iniziale vantaggio degli africani con Franck Ohandza, è proprio Orrantia a pareggiare il tabellino all'81º minuto. La partita si conclude ai rigori, dove i camerunensi sbagliano tutti e tre i tiri, dando al Messico l'accesso ai quarti di finale. Qui la selezione centroamericana prevale sui padroni di casa della Colombia per 3-1, ma poi cede il passo in semifinale al Brasile, che si impone per 2-0. Nella finale di consolazione, il Messico vince contro la selezione francese per 3-1, concludendo così il mondiale al terzo posto. Orrantia ha affermato in proposito che pur essendoci un po' di rammarico per non aver sfruttato le occasioni contro il Brasile, il risultato era di grande valore perché collocava il Messico tra le migliori nazionali giovanili del mondo.
Con la selezione Under-23 partecipa ai Giochi Panamericani 2011 di Guadalajara. Esordisce nella prima partita del girone contro l'Ecuador, sostituendo Isaác Brizuela al 75º nella partita che i messicani vincono per 2-1. Sostituisce nuovamente Brizuela nella successiva partita pareggiata per 1-1 contro Trinidad e Tobago, poi subentra a Javier Aquino nel match contro l'Uruguay vinto per 5-2. Non gioca le restanti due partite, in cui il Messico dapprima sconfigge la Costa Rica per 3-0 in semifinale, e poi trionfa nella competizione battendo per 1-0 l'Argentina in finale.
Viene convocato dal CT Luis Fernando Tena per la Copa América 2011 in Argentina, dove però non scende in campo. Il Tri viene eliminato dalla competizione dopo aver perso tutte e tre le partite del suo girone.

## Statistiche

### Presenze e reti nei club
Aggiornate al 7 febbraio 2011.
| Stagione  | Squadra | Campionato | Campionato | Campionato | Coppe nazionali | Coppe nazionali | Coppe nazionali | Coppe continentali | Coppe continentali | Coppe continentali | Totale | Totale |
| Stagione  | Squadra | Comp       | Pres       | Reti       | Comp            | Pres            | Reti            | Comp               | Pres               | Reti               | Pres   | Reti   |
| --------- | ------- | ---------- | ---------- | ---------- | --------------- | --------------- | --------------- | ------------------ | ------------------ | ------------------ | ------ | ------ |
| 2008-2009 | Pumas   | SD         | 7          | 0          | -               | -               | -               | CCL                | 0                  | 0                  | 7      | 0      |
| 2009-2010 | Pumas   | PD+LA+SD   | 1+5+1      | 0+1+0      | -               | -               | -               | CCL                | 4                  | 0                  | 11     | 1      |
| 2010-2011 | Pumas   | PD         | 21         | 2          | -               | -               | -               | SL                 | 0                  | 0                  | 21     | 2      |
| 2011-2012 | Pumas   | PD         | 13         | 1          | -               | -               | -               | CCL                | 3                  | 0                  | 16     | 1      |
| Totale    | Totale  | Totale     | 48         | 4          |                 |                 |                 |                    | 7                  | 0                  | 55     | 4      |

## Palmarès

### Club

#### Competizioni nazionali
- Campionato messicano: 1

Pumas UNAM: Clausura 2011